# Phoebis avellaneda
Espèce
Phoebis avellaneda est une espèce d'insectes lépidoptères (papillons) de la famille des Pieridae, de la sous-famille des Coliadinae et du genre Phoebis.

## Dénomination
Phoebis avellaneda a été nommé par Gottlieb August Wilhelm Herrich-Schäffer en 1864.
Il a été nommé ainsi en l'honneur de l'écrivain cubaine Gertrudis Gómez de Avellaneda.
Synonymes : Callidryas avellaneda Herrich-Schäffer, 1865; Callidryas solstitia Butler, 1869.

### Noms vernaculaires
Il se nomme Red-splashed Sulphur en anglais.

## Description
Grand papillon jaune orangé.

## Écologie et distribution
C'est un papillon de Cuba qui est aussi présent à la Dominique.

## Philatélie
Ce papillon figure sur plusieurs timbres :
- une émission de Cuba de 1982 (valeur faciale : 20 c.) ;
- une émission de Cuba de 1984 (valeur faciale : 1 c.).